# Sphinx maura
Sphinx maura is een vlinder uit de familie van de pijlstaarten (Sphingidae). De wetenschappelijke naam van de soort werd in 1879 gepubliceerd door Hermann Burmeister.